# حصون آل عمر (رخية)

تعديل مصدري - تعديل

حصون آل عمر هي إحدى قرى عزلة رخية بمديرية رخية التابعة لمحافظة حضرموت، بلغ تعداد سكانها 105 نسمة حسب تعداد اليمن لعام 2004.